# The Lucky One
The Lucky One (prt: Um Homem com Sorte; bra: Um Homem de Sorte) é um filme estadunidense, realizado por Scott Hicks e escrito por Will Fetters, baseado na obra homónima de Nicholas Sparks. É protagonizado por Zac Efron, Taylor Schilling e Blythe Danner.

## Elenco
- Zac Efron como sargento Logan Thibault
- Taylor Schilling como Beth Clayton
- Blythe Danner como Nana
- Jay R. Ferguson como Keith Clayton
- Riley Thomas Stewart como Ben Clayton
- Joe Chrest como deputado Moore
- Jillian Batherson como Amanda
- Courtney J. Clark como irmã de Logan
- Russell Durham Comegys como Roger Lyle
- Robert Hayes como Victor Miles
- Cameron Banfield como jovem fuzileiro

## Recepção da crítica
No site agregador de críticas Rotten Tomatoes, 20% das 148 resenhas dos críticos são positivas, com uma classificação média de 4,3/10. O consenso do site diz: "Embora forneça a quantidade necessária de melodrama escapista, The Lucky One, em última análise, depende de muitos clichês sentimentais para atrair alguém que ainda não esteja familiarizado com a fórmula de Nicholas Sparks." O Metacritic, que usa uma média ponderada, atribuiu ao filme uma pontuação de 35 em 100, baseado em 39 críticos, indicando críticas "geralmente desfavoráveis".